# Cirque de Salazie

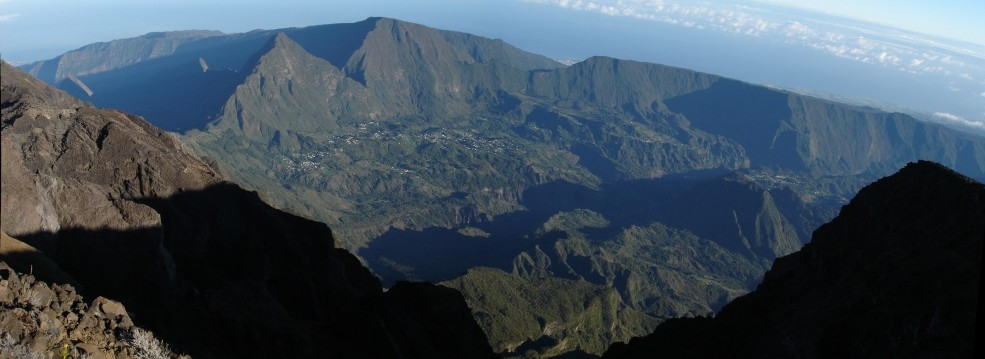
Cirque de Salazie – November 2004

Der Cirque de Salazie in der Gemeinde Salazie im französischen Übersee-Département Réunion ist die nordöstliche Caldera des Piton des Neiges. Der Talkessel erstreckt sich in Nord-Süd-Richtung über etwa sechs Kilometer und in Ost-West-Richtung über etwa sieben Kilometer. Der Cirque de Salazie erhält wesentlich mehr Niederschlag als die anderen Calderen auf der Insel La Réunion und zeichnet sich daher durch eine dichte Vegetation und zahlreiche Wasserfälle, wie den Voile de la Mariée aus. Der Talkessel wird außerdem durch den Piton d’Anchaing (1356 m) beherrscht. Es wird vermutet, dass dieser von allen Seiten steil aufragende Berg ursprünglich Teil des Piton des Neiges war.
Seit August 2010 gehören neben dem Cirque de Salazie noch der Cirque de Mafate, der Cirque de Cilaos und der alles überragende Vulkan Piton des Neiges, die alle im Nationalpark Réunion liegen, unter dem Titel Pitons, cirques et remparts de l’île de La Réunion (dt.: Gipfel, Talkessel und Steilhänge der Insel Réunion) zum UNESCO-Weltnaturerbe.

## Orte
- Salazie (440 m)
- Hell-Bourg (927 m)
- Mare à Vieille Place (853 m)
- Grand Îlet (1109 m)

## Zugang
Alle Orte im Cirque de Salazie können über teilweise steile und kurvige Straßen über Salazie erreicht werden.